# Horoušánky
Horoušánky je místní část obce Horoušany ve Středočeském kraji, okres Praha-východ. Obec se nachází asi dva kilometry východně od Prahy, tudíž se zde nabízejí ne moc vzdálené služby velkoměsta. Sousedními městy jsou Nové Jirny, Úvaly a Horoušany

## Historie
V dobách, kdy Čechy patřily k Rakousko-Uherské monarchii a úředním jazykem zde byla němčina, se obec jmenovala Klein Horoušan, což znamená Malé Horoušany, též Horoušánky (Horoušany se jmenovaly Groß Horoušan, což znamená Velké Horoušany). Obec Horoušánky byla po rozpadu s Horoušany založena od vrchnosti roku 1780.

## Pamětihodnosti a zajímavosti
Pár desítek metrů od návsi, která leží de facto v centru obce, se nachází kaple se zvoničkou z roku 1904 s nápisem „Věnováno ode všech občanů v Horoušánkách“ a s letopočtem. Na okraji obce v části U Tří svatých je také zanedbaný a poničený kříž. Na jisté části dnešních Horoušánek se dříve nacházel rybník.
Návrh jmen ulic navrhl dle znalostí místních starobylých názvů lokalit a usedlostí místní občan pan Václav Chroust.
Sluneční, Severní, Jarní, Za Panskou zahradou, K Lesu, U Tří svatých, Západní, Hlavní, K Višňovce, Spojovací, K Potoku, Na Kovárně, Příčná, Za Humny, Ve Vilkách, Žitná, Luční, Severní, Souběžná, Průběžná, Do Polí, Na Vyhlídce, Zahradní, Březová. V obci jsou ještě další ulice, které nejsou pojmenované nebo teprve budované – v obci jsou budovány developerské projekty.

## Občanská vybavenost
Vzhledem k tomu, že Horoušánky jsou obec s počtem obyvatel pohybujícím se okolo tisíce, zde není žádný velký komfort. Malý krámek se smíšeným zbožím, který vede Vietnamec, je na návsi v Horoušánkách. Pro větší nákup možno do sousedního města Nehvizdy
Co se týče dětských zařízení, nejbližší škola je v sousedních Jirnech, školka sice existovala přímo v Horoušánkách, ale okolo roku 2002 byla zrušena a nyní je nahrazena školkou novou, která vyrostla společně s novým obecním úřadem v Horoušanech. V obci je jedno dětské hřiště a v Úvalech existuje mnoho kroužků, jak sportovních tak zábavních, je tam i domov dětí a mládeže.
Co se týče zdravotnictví, v obci samotné žádné středisko není, i když se o něm uvažovalo. Je zde však zřízena nová ordinace praktického lékaře, MUDr. Dambricha. Ostatní zdravotnické služby jsou dostupné v Úvalech, Nehvizdech a Jirnech.

## Doprava
Z obce se lze autobusem dostat buď do Úval, kde je možno přestoupit na vlak, a tím do 30 minut do centra Prahy na Masarykovo nádraží, nebo druhým směrem do Pardubic. Druhá možnost je jet autobusem na Černý Most, kde lze přestoupit na metro linky B. A také za zmínku stojí spoj, který jede směrem Brandýs nad Labem do blízkých Čelákovic, kde se v roce 2011 otevřel obchodní dům TESCO.